# Novokosino (stanice metra v Moskvě)
Novokosino (rusky Новокосино) je stanice moskevského metra.

## Charakter stanice
Stanice Novokosino se nachází na severním okraji městské části Novokosino mezi ulicemi pod křižovatkou ulic Suzdalskaja ulica (Суздальская улица) a Nosovichinskoje šosse (Носовихинское шоссе), kolmo ke stanici se nachází Južnaja ulica (Южная улица) ve městě Reutov. Jedná se o východní konečnou na Kalininsko-Solncevské lince moskevského metra a zároveň se o nejvýchodnější stanici moskevského metra vůbec. Rozkládá se na východní hranici města Moskvy s Moskevskou oblastí. Jedná se o stanici mělce založenou s dvěma podzemními vestibuly, západním a východním, přičemž východy z východního vestibulu ústí do ulic města Reutov. Oba dva vestibuly jsou navíc propojeny se nástupištěm prostřednictvím výtahů. 800 metrů od stanice se nachází železniční stanice Reutovo.